# 西高東低

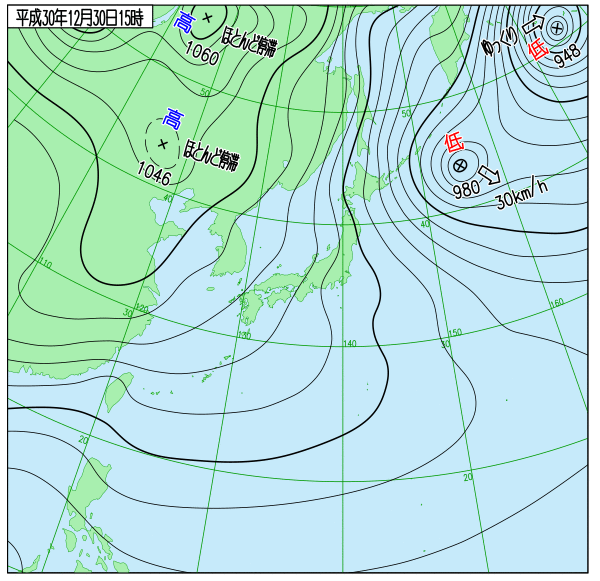
西高東低の天気図。出典：https://www.jma.go.jp/bosai/weather_map/

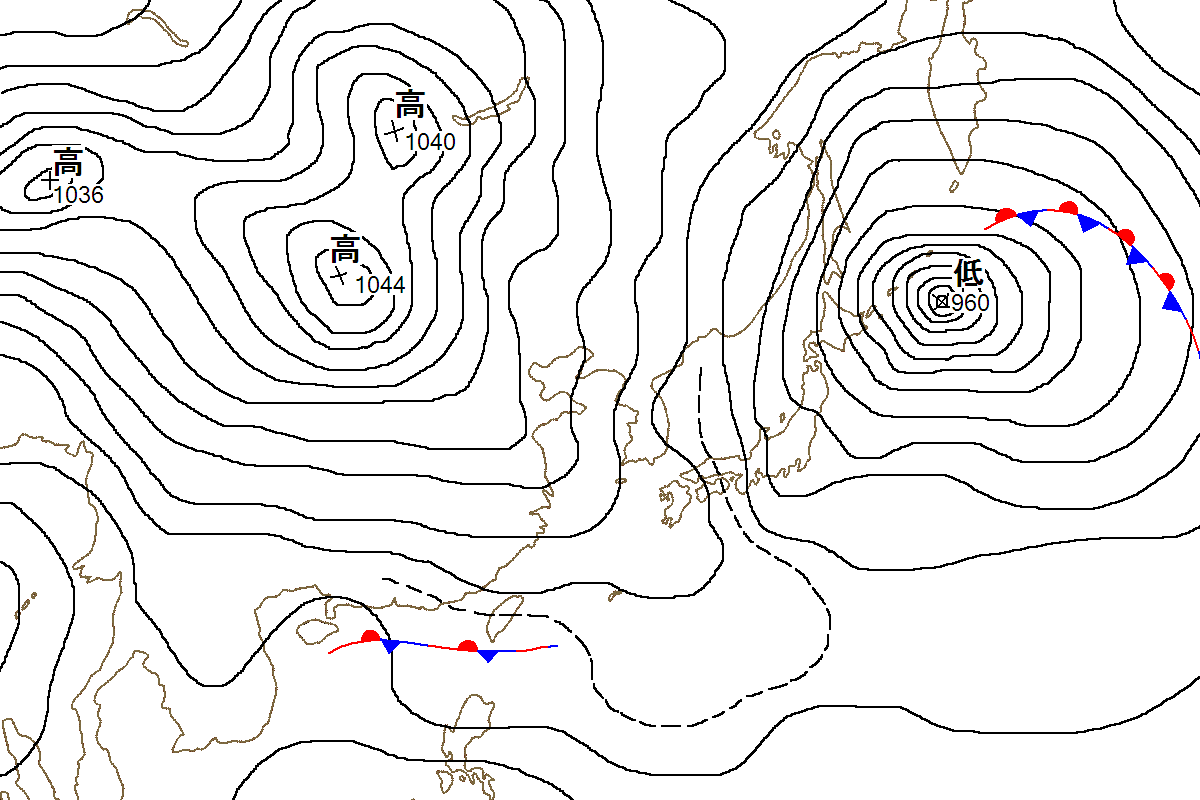
西高東低の気圧配置の例

西高東低（せいこうとうてい）とは、地域の東に低気圧、西に高気圧が存在している気圧配置を指す。極地側の寒冷地帯からの風が吹き込みやすくなり、北半球ではこの場合、北よりの風（北西風）が吹き込む。
本項では注記しない限り日本列島に対する気圧配置について記述する。

## 概要
天気図上では、東の低気圧と西の高気圧に挟まれて、等圧線が幾重にも南北に走っている特徴的な図になる。
- 特に日本の一帯においては、北方にシベリア寒気団（→シベリア高気圧）を控えているため、冬には強い寒気が押し寄せる状態になる。この高気圧は、大陸性の高気圧のため乾燥しているので日本の冬は乾燥することになる。そのため日本では、西高東低の気圧配置を「冬型の気圧配置」と呼び、専ら冬の天候を説明する際に用いる。
- 典型的にこの季節の気候は、日本海側では大雪（時に豪雪や風雪）、瀬戸内海側と太平洋側では降水のない日が続く。
- 西高東低の気圧配置になると日本では、厳しい冷え込みが訪れるとともに、日本海を渡ってきた大陸からの風が海上で水蒸気を蓄えて山脈にぶつかるため、日本海側気候の地域（北日本日本海側 - 山陰地方）では雨（地上の気温が0℃未満または地上の気温が0℃以上であっても、850hPa天気図(目安として上空1500mの気温などを表す天気図)で-6℃未満，または500hPa天気図（目安として上空5500mの気温などを表す天気図）で-30℃未満で雪、同じく-36℃未満で大雪、同じく-42℃未満で豪雪）となり、太平洋側気候・瀬戸内海式気候・中央高地式気候の3地域では山を越えて乾燥した吹き下ろしの風（からっ風など）が強くなる（風向・風速によっては山脈を越えて3地域でも降水がある）。このため3地域では冬になると空気が乾燥し火災が起きやすくなる。また南西諸島では降水日数（1mm以上の降水が観測される日）がやや多くなり、山口県北部 - 九州北部の日本海側 - 東シナ海側にかけても降水日数がやや多くなる。
- 西高東低型のうち、等圧線が日本付近で南北に何本も走るパターンを「山雪型」と言い、山間部で大雪が降りやすくなる。これに対し、等圧線が日本海で袋状に湾曲するパターンは「里雪型」と呼ばれ、平野部で大雪となりやすい。また中上層に強い寒気が流れ込むと日本海（特にJPCZや秋田沖付近）で非常に不安定で寒冷な極低気圧が発生することがある。この低気圧は活発な積乱雲を伴っており、この低気圧が陸地に上陸すると平地でも多大な降雪をもたらし、時として雷や霰を伴うこともある。
- また、西高東低型のうち，シベリア高気圧の勢力が強いため相対的に等圧線の間隔が狭まり、高気圧から押し出されるように季節風が吹く場合を｢押しの季節風｣型。逆に日本東海上の低気圧が発達しこの場合も相対的に等圧線が狭まり、低気圧に引き込まれるような形で季節風が吹く場合を｢引きの季節風型｣。さらに、高気圧・低気圧双方とも強まって季節風が吹く場合の｢押しの季節風と引きの季節風の混合型｣という[1]。現在では｢押しの季節風型｣を｢持続型｣、｢引きの季節風型｣を｢瞬発型｣と呼ぶ事もある。｢瞬発型｣の場合、低気圧が発達しながら日本付近を足早に通過する場合が多く、各地に暴風や大雪（雨）をもたらし，東北地方太平洋側・中京圏・京阪神 - 山陽地方・四国北部地方などでも降雪（雨）をもたらす可能性もある反面、｢持続型｣に比べると暴風などの荒天が一時的である事が名前の由来となっている。

気象以外の分野では、統計結果などの分布について東日本と西日本、あるいはある地域の東部と西部に明示的な差が現れたときに、この言葉を流用したりあるいは逆に「東高西低」などと言う。

## 気象以外で使用される表現

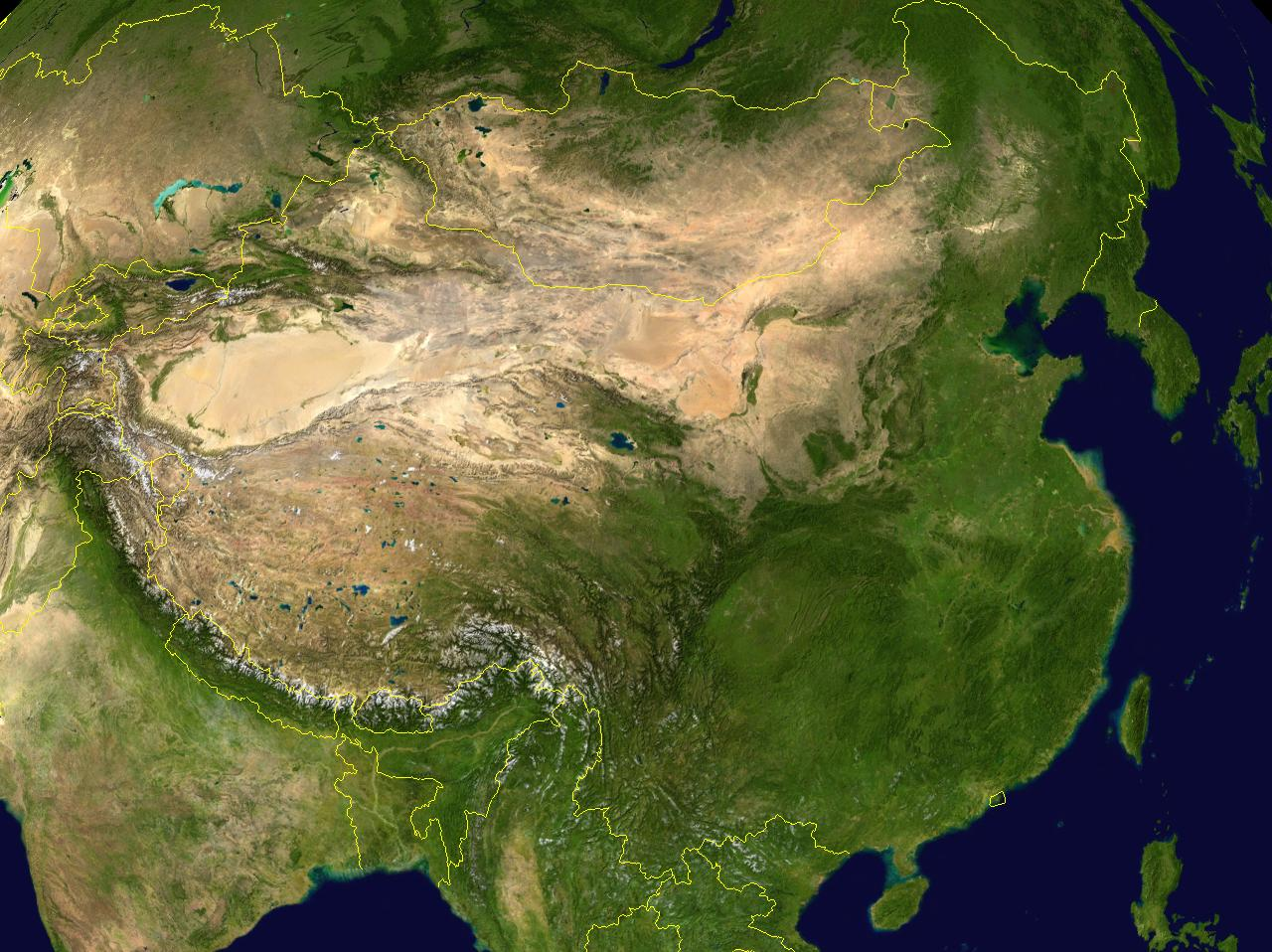
中国大陸の衛星地図

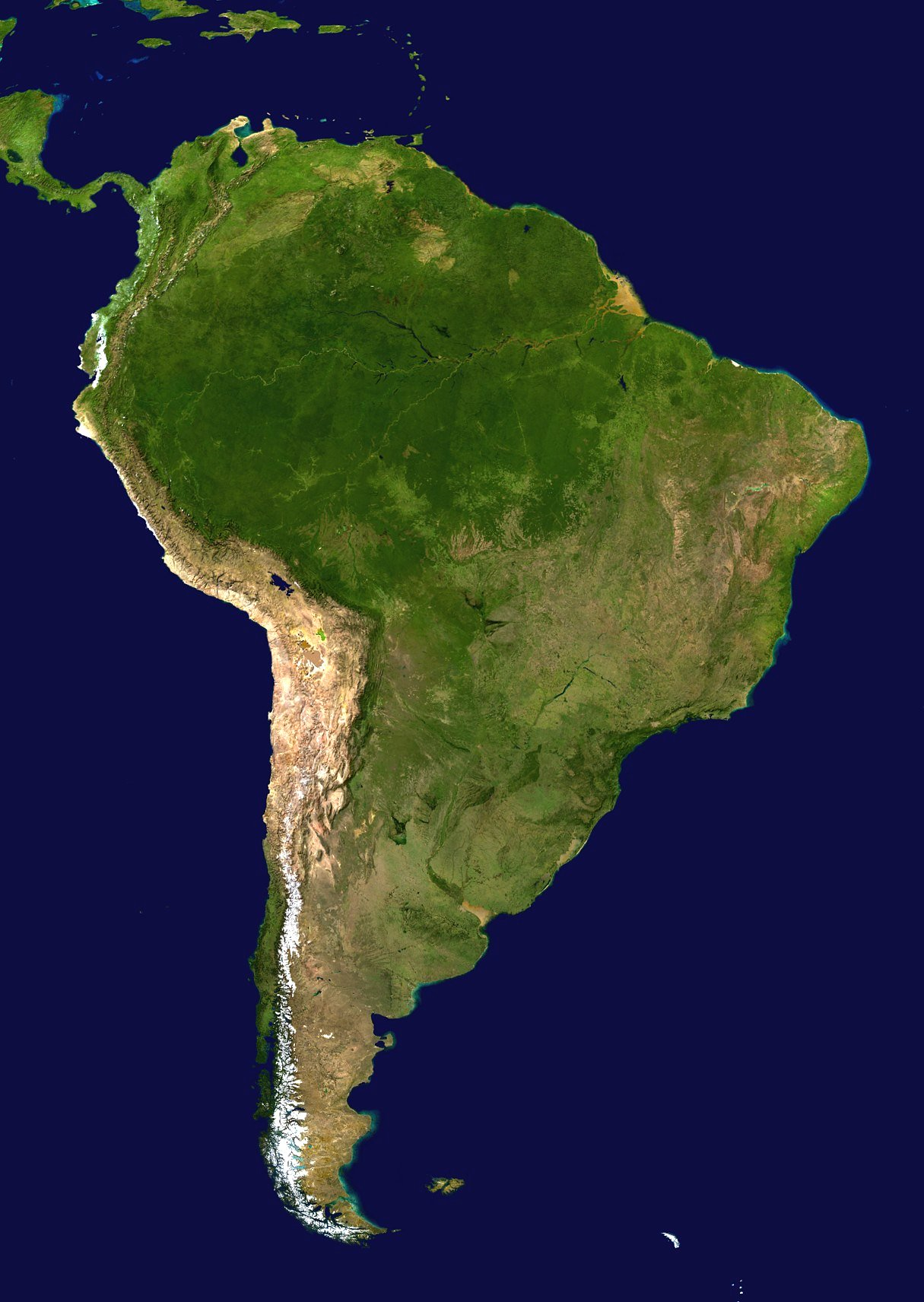
南アメリカ大陸の衛星地図

一般に「西高東低」は気象条件を表すのに用いられる言葉だが、世の中の情勢を表す表現として使用されることもある。

### 公営競技
公営競技においては、上位ランクの選手・競走馬などの層の厚さや高額賞金競走の優勝者の本拠地の勢力図において、西日本側が優勢になっている状況を指して専門紙などのマスコミなどが「西高東低」と表現することがある。
中央競馬においては、人馬の拠点が東日本は茨城県の美浦トレーニングセンター、西日本は滋賀県の栗東トレーニングセンターの2箇所に集約管理されており、所属馬はそれぞれ「関東馬」「関西馬」と呼ばれる。ここ20年ほどは東西を比較すると、重賞勝利数・獲得賞金額・G1タイトル数などの成績面で関西馬が関東馬を圧倒する状況が続いており、この事を指して、「西高東低」という表現が用いられることがある（詳細については美浦トレーニングセンターを参照）。過去、1980年代前半までは逆に関東が成績が良かった時代もあり、「東高西低」という表現がされたこともある。
また、競艇でも2000年代後半以降、西日本の選手が大きなタイトル戦において優勢となり、準優勝戦や優勝戦の枠の多くを占める状況が続いており、競馬と同様に「西高東低」という文言がスポーツ新聞や競艇専門紙において記事やコラムで使用される事が見られる。

### 九州
九州の交通網の整備は、九州自動車道や九州新幹線が着々と整備されているのに対し、日豊本線（佐伯以南延岡以北、宮崎以南）は手付かずで、将来的な施策の予定も立てられていない。これについて宮崎県の経済界などからは、「西高東低である」との指摘がある。なお、建設および計画の進捗が遅れていた東九州自動車道は、2016年に北九州JCT-清武JCT間が全線開通しており、清武JCT以南も建設中である。

### 愛知県
愛知県においての西高東低とは、県東部の三河地方より県西部の名古屋・尾張地方に政策や投資が偏ることをいう。
一方で県庁所在地である名古屋市は、市中心部を流れる堀川を境に西側は低地が多く、東側は台地や丘陵地帯が多いことから、市域の地形は「東高西低」であると評されている。また名古屋市内では戦後、市西部（中川区・港区など）より市東部（名東区・天白区など）の方が都市発展が著しかったことや、「人口重心」が市中心部から東進していく傾向が見られたことから、都市構造および都市発展の様子も「東高西低」であると評されている。

### ヒップホップ
ヒップホップミュージックにおける1990年代は、アメリカ西海岸（ロサンゼルスなど）から発せられるサウンドが、発祥地であったアメリカ東海岸（ニューヨーク）を凌駕するほど人気を博していたことから、こう例えられる。

### 地形
中国大陸、東アジアの地勢は西に山脈が多く、東に平地が広がることから、『西高東低の地形』と表現される。また、南北・両アメリカ大陸も同地形に該当する。南アメリカ大陸はアンデス山脈、北アメリカ大陸はロッキー山脈を中心に、『西高東低の地形』を形成している。

### 出生率

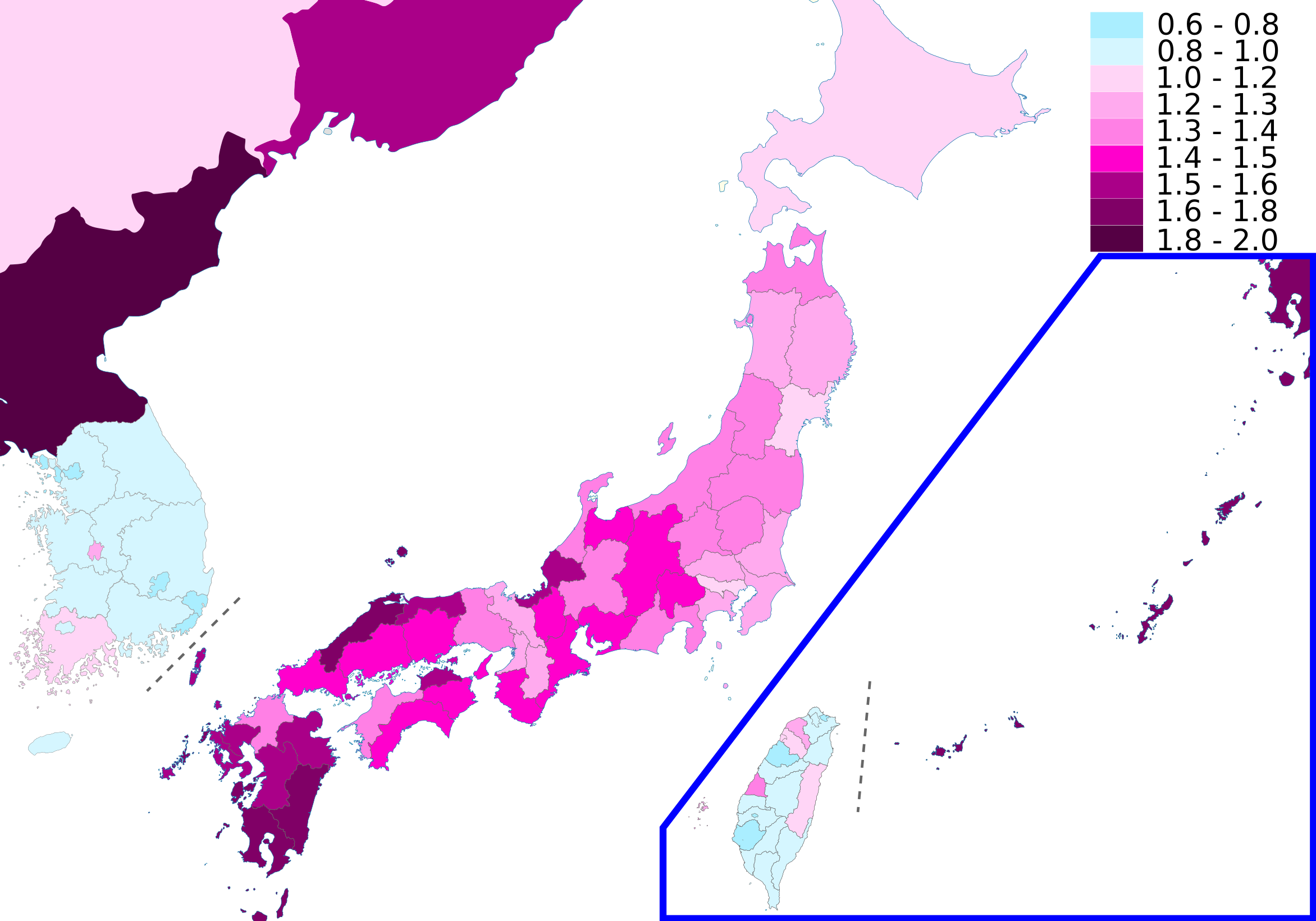
東アジアの合計特殊出生率（2021年）。色の濃い（出生率の高い）地域が九州中四国地方に、色の薄い（出生率の低い）地域が東日本を中心に広がる。

日本の都道府県別の合計特殊出生率は、おおむね西日本が高く、東日本が低い状況にあり「西高東低」と言われる。
2000年代前半以前には、このような明確な東西の差はみられなかった。しかし、日本全体の合計特殊出生率が史上最低の1.26を記録した2005年以降、大幅に回復する西日本各県と小幅回復にとどまる東日本各県という形で差が開き始めた。2021年の合計特殊出生率は、上位10県のうち7県を九州沖縄地方が占め、中四国からも3県が10位以内に入っており、九州中四国地方で最も低い福岡県でも1.37（27位）となっている。一方で、関東以東は全ての都府県が福岡県を下回る状況であり、最も高い福島県でも1.36（28位）に過ぎない。
過去の粗出生率を概ね反映する年少人口比率も同様の傾向で、上位10県が九州沖縄7県、滋賀県、愛知県、広島県となっている。一方で関東以東の都道県は全て全国平均以下と偏りが大きい。

### 地元愛
2022年のブランド総合研究所調査によると各都道府県の住民の「幸福度」「愛着度」「定住意欲度」などは北海道（5位）を除いて九州・沖縄を筆頭に西日本が上位独占している。

### 教育
ノーベル賞受賞者、総理大臣、医師数、教育予算と西高東低であるという指摘がある。これは明治維新藩閥政府の敵対藩冷遇政策の名残とされる。

### 自民党支持
自由民主党の支持が西日本の地方部に多いと指摘される。